# Hoàng Viêm Bồi
Hoàng Viêm Bồi (tiếng Trung: 黃炎培; bính âm: Huáng Yánpéi; Wade–Giles: Huang Yen-pe'i; (1 tháng 10 năm 1878 – 21 tháng 12 năm 1965), tự Nhậm Tri (任之), hiệu Sở Nam (楚南), là nhà giáo dục, nhà văn và chính khách người Trung Quốc. Ông là người tiên phong sáng lập Đồng minh Dân chủ Trung Quốc và Hội Kiến quốc Dân chủ Trung Quốc, một trong tám đảng phái chính trị nhỏ được công nhận hợp pháp tại Trung Quốc thuộc Mặt trận Thống nhất của Đảng Cộng sản Trung Quốc. Ông từng giữ các chức Ủy viên Chính vụ viện, Phó Thủ tướng Chính vụ viện và Bộ trưởng Bộ Công nghiệp Nhẹ Chính phủ Nhân dân Trung ương từ năm 1949 đến năm 1954. Ông thường được coi là người sáng lập và lý luận quan trọng của giáo dục nghề nghiệp hiện đại Trung Quốc.

## Tiểu sử

### Thân thế và học vấn
Hoàng Viêm Bồi sinh ngày 1 tháng 8 năm 1878 (6 tháng 9 năm Quang Tự thứ 4) tại trấn Tương Trấn, huyện Xuyên Sa, tỉnh Giang Tô. Cha là Hoàng Thúc Tài, một phần tử tri thức nghèo về sau thi đỗ tú tài rồi ra mở trường dạy học và giúp việc cho Đốc phủ Hà Nam, Quảng Đông, Hồ Nam. Mẹ là Mạnh Việt Thanh, am hiểu lễ nghĩa thi thư, cần cù tiết kiệm.
Khi lên năm 6 tuổi, Hoàng Viêm Bồi được mẹ dạy chữ nghĩa, dạy học cách làm người như thế nào, chính vì thế mà bà là người có ảnh hưởng sâu sâu sắc nhất đến cuộc đời sau này của ông. Năm lên 8 tuổi, ông theo chú vào Đông Dã học hiệu và học Tứ Thư Ngũ Kinh. Năm 12, 13 ông tuổi bắt đầu đọc nhiều sách vở. Năm 20 tuổi ông đi làm gia sư cho một gia đình tại xã Tam Đô huyện Nam Hối cách thành Xuyên Sa ba bốn chục cây số. Năm 21 tuổi (1899), ông là người đứng đầu phủ thi đỗ tú tài. Năm 1901, ông bỏ nghề gia sư đến học tại Trường Công lập Nam Dương tại Thượng Hải và làm quen với Thái Nguyên Bồi khi đó đang giảng dạy tại đây. Mùa xuân năm 1902, ông đến Nam Kinh tham gia thi hương tại Giang Nam và đỗ cử nhân.

### Hoạt động cuối thời Thanh
Sau khi thi đỗ, Hoàng Viêm Bồi không theo con đường làm quan phát tài mà trở về Trường Công lập Nam Dương tiếp tục theo đuổi học thêm kiến thức mới. Năm 1902, chỉ ít lâu sau khi Hoàng Viêm Bồi đi thi hương ở Giang Nam trở về, nhưng do Tổng ban Uông Phượng Tảo chuyên quyền ngang ngược, bảo thủ cố chấp nên Trường Công lập Nam Dương đã phải giải tán. Nhờ sự chỉ dẫn của Thái Nguyên Bồi mà Hoàng Viêm Bồi đã trở về quê nhà Xuyên Sa dạy học. Tranh thủ sự phê chuẩn của quan phủ, đầu năm 1903, ông cải tạo Thư viện Quan Lan thành Trường Tiểu học Xuyên Sa rồi lên làm hiệu trưởng kiêm giáo viên.
Năm 1903, Hoàng Viêm Bồi khi đang diễn thuyết chống nhà Thanh tại huyện Nam Hối thì bị Tri huyện Nam Hối là Đới Vận Dậu cho bắt ông cùng 3 người khác với tội danh phỉ báng triều đình. Tuần phủ Giang Tô nhận công điện của Tổng đốc Lưỡng Giang ra lệnh đúng 2 giờ 45 phút phải "xử trảm tại chỗ" nhưng mới 2 giờ 15 phút khi lệnh xử trảm chưa được thi hành thì cả 4 người đã được cứu thoát nhờ Dương Tư Thịnh và một số người khác thông qua một mục sư người Mỹ đến giải cứu ra khỏi nhà giam, ngay đêm đó họ rời Thượng Hải đến Nhật Bản.
Vừa đặt chân đến Tokyo, Hoàng Viêm Bồi liền tới học tiếng Nhật tại trường Thanh Hoa với mục đích chuẩn bị ở lại lưu học. Nhưng do điều kiện kinh tế khó khăn không thể tiếp tục theo học, không còn cách nào khác, đầu xuân năm 1904 ông đành trở lại Thượng Hải. Sau hai năm bị bắt tại quê nhà, với tội danh là tham gia Đảng cách mạng và bị xử cực hình, tháng 9 năm 1905, ông chính thức trở thành thành viên của tổ chức Trung Quốc Cách mạng Đồng minh Hội. Ông hoạt động cách mạng dưới sự lãnh đạo của Thái Nguyên Bồi. Tháng 9 năm 1906, Thái Nguyên bồi đi du học tại Đức bèn giao lại chức cán sự Thượng Hải thuộc Trung Quốc Cách mạng Đồng chí Hội cho Hoàng Viêm Bồi. Hội viên của phân bộ Thượng Hải thuộc Đồng minh Hội có 49 người, mọi liên lạc đều do Hoàng Viêm Bồi đảm nhận. Lúc này ông mở Trường Trung học Phố Đông, đồng thời cũng kiêm luôn chức cán sự điều tra thường trực của Hội Giáo dục tỉnh Giang Tô, Nghị viên thường trú Cục Tư vấn nghị sự Giang Tô. Ông lợi dụng sự thuận lợi của hai chức vụ kể trên mà đi hết hơn ba phần tư các huyện trong tỉnh để tiến hành các hoạt động cách mạng.

### Tham gia Cách mạng Tân Hợi
Cách mạng Tân Hợi khởi sự năm 1911 khi Hoàng Viêm Bồi mới có 33 tuổi. Năm ngày sau khi cuộc khởi nghĩa Vũ Xương của quân cách mạng nổ ra, ông đã cùng với Triệu Trúc Quân, Trần Kỳ Mỹ họp tại Thượng Hải để bàn về kế hoạch tổ chức quân dân, giới thương nghiệp cùng khởi nghĩa, công phá cục chế tạo, tiếp nhận quan ấn của huyện, đạo Thượng Hải. Tại Hội nghị Hội Giáo dục Giang Tô, Hoàng Viêm Bồi được 5 đơn vị trực thuộc là Tô, Tùng, Thường, Chấn, Thái cử làm đại diện đi Tô Châu khuyên Tuần phủ Giang Tô là Trình Đức Toàn khởi nghĩa. Giang Tô liền tuyên bố độc lập, Trình Đức Toàn được suy tôn làm Đô đốc Giang Tô, Hoàng Viêm Bồi làm Trưởng phòng Tổng vụ Ty Dân chính kiêm Trưởng phòng Giáo dục Phủ Đô đốc, sau này lên làm Trưởng Ty Giáo dục.
Tiếp đó Hoàng Viêm Bồi tham gia Đại hội Liên hợp Cộng hòa toàn quốc, trong đại hội có khoảng 17, 18 tỉnh cử đại biểu tới tham dự. Đại hội cử Hoàng Hưng làm Đại nguyên soái và Lê Nguyên Hồng làm Phó nguyên soái, lấy tên nước là Trung Hoa Dân Quốc. Ngày 10 tháng 11, đại biểu của tỉnh đã tập trung tại Nam Kinh tiến hành đại hội bầu Tổng thống lâm thời. Đại hội bầu Tôn Trung Sơn làm Tổng thống lâm thời, Hoàng Viêm Bồi với tư cách là hội viên Đồng minh Hội tham dự các hoạt động thành lập Quốc Dân.

### Sự nghiệp giáo dục dạy nghề
Sau thất bại của Cách mạng Tân Hợi, Hoàng Viêm Bồi phải từ bỏ chức vụ Trưởng ty Giáo dục tỉnh Giang Tô. Chính phủ quân phiệt Bắc Dương sau này đã hai lần tuyên bố ông là Tổng trưởng Giáo dục nhưng cả hai lần ông đều từ chối không nhận. Ông cho rằng muốn cứu Trung Quốc chỉ cần chấn hưng nền giáo dục và mở trường học. Ông định cư ở Thượng Hải và đã đọc một khối lượng lớn các tác phẩm học thuyết nổi tiếng về giáo dục của phương Tây, đồng thời ông cũng tìm mọi cơ hội tiến hành khảo sát trong và ngoài nước, những mong tìm đường ra cho nền giáo dục của Trung Quốc. Kể từ tháng 2 năm 1914, với danh nghĩa là phóng viên lưu động của tờ Thân báo (申報), trong thời gian 95 ngày, ông đã đi khảo sát nền giáo dục ở 3 tỉnh An Huy, Giang Tây và Chiết Giang sau đó ông có bài viết đăng trên các tờ Thân báo, Tạp chí giáo dục miêu tả tường tận về tình hình giáo dục tình hình xã hội và nỗi thống khổ đến cùng cực của nhân dân tại ba tỉnh nêu trên. Tiếp theo, ông lại ngược lên phía Bắc tới Sơn Đông, Bắc Kinh, Thiên Tân khảo sát nền giáo dục trong thời gian 36 ngày.
Năm 1908, Hoàng Viêm Bồi cùng Đồng Thời Hanh và những người khác thành lập Công ty Cổ phần Điện lực Phố Đông để cung cấp điện tại khu vực Phố Đông. Năm 1913, ông công bố bài viết “Bàn về việc nhà trường nên theo đuổi lập trường thực tiễn trong giáo dục” nhằm thể hiện quan điểm rằng giáo dục cần hướng đến tính thiết thực. Từ tháng 2 năm 1914 đến đầu năm 1917, với vai trò là phóng viên cho Thân báo, ông đã đi khắp Trung Quốc để thăm quan và khảo sát các trường học. Tháng 4 năm 1915, ông tham dự cùng đoàn thực nghiệp đi Mỹ tham quan triển lãm các nước Thái Bình Dương, rồi tới thăm 52 trường học ở 25 thành phố và nhận thấy giáo dục nghề nghiệp ở Mỹ rất phổ biến. Tháng 1 năm 1917, ông đến Nhật Bản, Philippines và Đông Nam Á để khảo sát nền giáo dục của các nước này. Trong thời gian hơn ba năm ông đã tiến hành khảo sát nghiên cứu một khối lượng lớn các vấn đề về giáo dục và tìm tòi nghiên cứu lý luận trên mọi lĩnh vực, ông đã rút ra một kết luận: "Đề xướng gốc rễ của lòng yêu nước chính là giáo dục nghề nghiệp".
Ngày 6 tháng 5 năm 1917, Hoàng Viêm Bồi thành lập Hiệp hội Dạy nghề Trung Hoa (中華職業教育社) tại Thượng Hải do ông làm chủ nhiệm với sự hỗ trợ của giới doanh nhân và ngành giáo dục. Một năm sau, ông thành lập Trường Dạy nghề Trung Hoa (中華職業學校) và cho ra mắt tờ nguyệt san giáo dục và nghề nghiệp Tập san Lý luận Tổ chức Giáo dục được xuất bản liên tục cho tới tháng 12 năm 1949 tổng cộng có 208 kỳ. Ngoài ra còn biên dịch xuất bản hơn 120 tác phẩm chuyên ngành giáo dục các loại. Căn cứ vào tình hình Trung Quốc lúc bấy giờ thì "giáo dục cứu quốc" là con đường gập ghềnh gai góc, khó có khả năng thực hiện được. Hoàng Viêm Bồi cũng dần hiểu ra rằng: "chỉ chuyên tâm vào giáo dục thì không đủ sức để cứu nước". Do đó ông đã kết hợp giữa công việc dạy nghề với lời hô hào "cứu nước để tồn tại", đề xướng "chủ nghĩa dạy nghề lớn", điều ông muốn hô hào ở đây không phải chỉ làm công việc giảng dạy mà còn cần phải tích cực tham gia các hoạt động chính trị. Ngoài việc tổ chức dạy nghề và thực hiện khu thực nghiệp giáo dục làng xã ra còn thành lập tuần báo Đời sống (生活周刊) ra số đầu tiên vào tháng 10 năm 1925 do Trâu Thao Phấn làm chủ biên và mở thêm Hiệu sách Đời sống.

### Phong trào kháng Nhật cứu nước
Năm 1921, chính phủ Bắc Dương bổ nhiệm ông làm Tổng trưởng Giáo dục, nhưng ông đã từ chối nhận chức. Năm 1922, ông soạn thảo hệ thống giáo dục mới và tiếp tục mở thêm nhiều trường học. Cũng trong năm 1927, khi Quốc dân Đảng xảy ra xung đột với Đảng Cộng sản, Tưởng Giới Thạch đã ra lệnh bắt giam Hoàng Viêm Bồi với tội danh "học phiệt" (學閥) – thuật ngữ chỉ người dựa vào chức quyền để nắm giới giáo dục và học thuật –  khiến ông phải chạy đến Đại Liên để lánh nạn và chỉ trở về Thượng Hải sau khi Tưởng rút lại lệnh bắt giữ. 
Tháng 6 năm 1928, ông đành từ bỏ chức vụ ở văn phòng của Hiệp hội Dạy nghề Trung Hoa đi khảo sát ở Triều Tiên và Nhật Bản. Khi đó ông đã phát hiện ra dã tâm xâm lược Trung Quốc của Nhật Bản. Tháng 4 năm 1931, ông trở về nước cố gắng tố cáo âm mưu chuẩn bị xâm lược Trung Quốc của Nhật Bản nhưng không được giới lãnh đạo Quốc dân Đảng coi trọng. Sau sự biến Phụng Thiên năm 1931, ông lập tức lao vào phong trào kháng Nhật cứu nước. Ông cùng với 35 người bạn ở Thượng Hải tổ chức Hội Nghiên cứu kháng Nhật cứu nước, tập trung bàn bạc thảo luận kế sách kháng Nhật. Đồng thời ông lại cùng với Hiệp hội Dạy nghề Trung Hoa lập ra tạp chí Cứu quốc thông tấn (救國通訊) với mong muốn tuyên truyền tinh thần kháng Nhật cứu nước.
Sau sự kiện ngày 28 tháng 1 năm 1932, Thượng Hải bước vào cuộc kháng chiến, Hoàng Viêm Bồi và người bạn chí cốt Sử Lương Tài tổ chức Hội Nhân dân Thượng Hải ủng hộ địa phương, phát động mọi tầng lớp, mọi giới ủng hộ các nhu yếu phẩm chi viện cho Lộ quân số 19, đồng thời giúp duy trì trật tự địa phương và thị trường tiền tệ. Sau này tổ chức trên được đổi tên thành Hội Duy trì Thị dân Thượng Hải (上海市民維持會) do Sử Lương Tài làm hội trưởng, Hoàng Viêm Bồi làm thư ký trưởng. Tháng 11 năm 1936, nhận sự ủy thác của Hội Duy trì Thị dân Thượng Hải, ông đến tiền tuyến Tuy Nguyên thăm hỏi động viên bộ đội đang đánh nhau với quân Nhật. Tháng 4 năm 1937, ông đến nhà tù Tô Châu thăm Thất quân tử của Hội Cứu quốc bị chính quyền Quốc dân Đảng bắt giam.

### Hoạt động trong Thế chiến thứ hai
Sau khi cuộc chiến tranh Trung – Nhật bùng nổ vào ngày 7 tháng 7 năm 1937, ông lập tức tham gia vào công tác động viên nhân dân Thượng Hải chống Nhật trong sự biến 13 tháng 8. Trong thời gian này, Chính phủ Quốc Dân Đảng tổ chức Tham nghị hội Quốc phòng và mời ông làm Tham nghị viên Quốc phòng. Sau khi Nam Kinh thất thủ, ông lại đi đến vùng Hồ Nam, Quảng Đông, Quảng Tây tiến hành công tác tuyên truyền đoàn kết kháng chiến. Tháng 4 năm 1938, ông được mời làm Tham chính viên quốc dân. Tháng 11, Quốc dân Tham chính hội chuyển đến Trùng Khánh, ông được bầu làm Ủy viên thường trú của hội.
Ngày 23 tháng 11 năm 1939, tổ chức Thống nhất Kiến quốc Đồng chí hội do Hoàng Viêm Bồi, Thẩm Quân Nho, Chương Bá Quân, Lương Thấu Minh khởi xướng được thành lập, xác định lấy "phản nội chiến, hòa giải quan hệ Quốc - Cộng" là trách nhiệm và tôn chỉ của tổ chức này. Về sau tổ chức Thống nhất Kiến quốc Đồng chí hội dần dần trở thành Đồng minh Chính đoàn Dân chủ Trung Quốc và được thành lập chính thức vào tháng 3 năm 1941. Đến năm 1944 đổi tên thành Đồng minh Dân chủ Trung Quốc (gọi tắt là Dân Minh). Hoàng Viêm Bồi được bầu làm chủ tịch ban thường vụ tổ chức này. Ngày 16 tháng 10 năm 1945, ông cùng Hồ Quyết Văn, Dương Vệ Ngọc, Chương Nãi Khí, Thi Phục Lương, Lý Chúc Trần và Tôn Khởi Mạnh chính thức sáng lập Hội Kiến quốc Dân chủ Trung Quốc (gọi tắt là Dân Kiến Hội), và được bầu làm đại diện thường trực của tổ chức này.

### Nội chiến Quốc - Cộng lần thứ hai
Vào tháng 7 năm 1945, trong nỗ lực hòa giải xung đột giữa Quốc dân Đảng và Đảng Cộng sản, Hoàng Viêm Bồi, Chương Bá Quân và những người khác khởi hành từ Trùng Khánh đến Diên An để gặp lãnh tụ Cộng sản Mao Trạch Đông. Sau khi trở về Trùng Khánh, Hoàng đã viết cuốn sách Diên An trở về, mô tả cuộc trò chuyện giữa ông và Mao — được biết đến rộng rãi với tên gọi "Luật Chu Kỳ" (周期率; Chu kỳ suất). Hoàng nói rằng: 
Tôi sống trên đời đã hơn 60 năm, xin không nói đến những điều nghe thấy, chỉ nói về những điều tận mắt chứng kiến thì quả là "hưng thịnh nhanh mà suy vong cũng chóng". Mỗi người, mỗi gia đình, mỗi đoàn thể, mỗi địa phương, thậm chí cả một quốc gia cũng đều không thể thoát khỏi sự chi phối của chu kỳ này. Phần lớn lúc đầu mọi cái đều được tập trung trí lực, không việc gì không làm nghiêm túc, không người nào không dốc hết sức mình; cho dù khi đó có thể rất gian nan, tìm sự sống trong muôn ngàn cái chết. Dần dần hoàn cảnh đổi thay, tinh lực cũng không còn tập trung như trước. Cũng có thể do thời gian quá dài nên bỗng chốc nảy sinh trì trệ, từ ít thành nhiều, đến khi trở thành tính khí. Lúc đó, dù có dày công, nhiều sức cũng khó bề thay đổi, cứu vãn. Có nơi điều đó ngày càng lan tỏa, sự lan tỏa đó đôi lúc mang tính tự nhiên, song cũng có khi nảy sinh từ ham muốn, cho đến khi nhân tài trở nên hy hữu, khó ứng phó, hoàn cảnh càng thêm phức tạp, khả năng khống chế cũng giảm đi. Lịch sử đã từng xảy ra những chuyện chính thể suy vong, cầu vinh mà hưởng nhục. Nói tóm lại, không thể tránh được chu kỳ.

 

Mao trả lời như sau, 
Chúng tôi đã tìm ra con đường mới. Chúng tôi có thể thoát khỏi chu kỳ. Đó là con đường dân chủ. Chỉ có để nhân dân giám sát chính phủ, chính phủ mới không lười biếng. Hãy để mọi người cùng chịu trách nhiệm mới không xảy ra tình trạng người mất, chính thể cũng mất theo. Tôi nghĩ nói như vậy là đúng. Chỉ có trả chính quyền về tay muôn người thì tham vọng quyền lực cá nhân mới không phát sinh. Việc của nơi nào thì công khai nơi đó, ắt sẽ đắc nhân tâm, mọi người cùng được việc. Dựa vào dân chủ mà phá chu kỳ, thiết nghĩ sẽ giành được hiệu quả.

Trong nội chiến Quốc - Cộng lần thứ hai, Hoàng Viêm Bồi đã từ chức khỏi Hội đồng Tham chính Quốc dân để phản đối chiến tranh và trở về Thượng Hải tiếp tục thành lập và điều hành trường học. Tháng 2 năm 1949, theo sự sắp xếp của những nhà hoạt động bí mật của Đảng Cộng sản, ông đã đến Bắc Kinh qua ngả Hồng Kông.

### Thời kỳ Cộng hòa Nhân dân Trung Hoa
Sau khi đến Bắc Bình, Hoàng Viêm Bồi đại diện cho Hội Kiến quốc Dân chủ tham gia vào công tác trù bị Đại hội Hiệp thương chính trị mới và tham dự Hội nghị toàn thể Hiệp thương Chính trị Nhân dân Trung Quốc khóa I. Sau khi thành lập nước Cộng hòa Nhân dân Trung Hoa ngày 1 tháng 10 năm 1949, ông lần lượt đảm nhiệm các chức vụ trong Chính phủ Nhân dân Trung ương, bao gồm Ủy viên Ủy ban Chính phủ Nhân dân Trung ương, Phó Thủ tướng Chính vụ viện và Bộ trưởng Bộ Công nghiệp nhẹ. Ông cũng liên tiếp giữ chức Phó Chủ tịch trong Hội nghị Hiệp thương Chính trị Nhân dân Trung Quốc khóa II, III và IV. Từ năm 1954 đến năm 1956, ông được bầu là Phó Ủy viên trưởng Ủy ban Thường trực Đại hội Đại biểu Nhân dân Toàn quốc các khóa I, II. Trong tổ chức Dân chủ Kiến quốc ông liên tục là Ủy viên Chủ nhiệm Ủy ban Trung ương.
Mặc dù giữ các vị trí trong chính quyền Cộng sản, ông không đồng tình với một số chính sách của chính phủ, đặc biệt phản đối chế độ độc quyền nhà nước trong thu mua và tiêu thụ. Mao Trạch Đông thậm chí từng gọi Hoàng Viêm Bồi là “người phát ngôn của giới tư bản”. Tuy vậy, ông vẫn giữ được vị trí của mình trong Đại hội Đại biểu Nhân dân Toàn quốc và Hội nghị Hiệp thương Chính trị khi Đảng Cộng sản bắt đầu thanh trừng các thành viên phi cộng sản khỏi các cơ quan nhà nước.

### Cuối đời
Hoàng Viêm Bồi mất ngày 21 tháng 12 năm 1965 tại Bắc Kinh, được hỏa táng và an táng tại Nghĩa trang Cách mạng Bát Bảo Sơn.

## Gia đình
Phối ngẫu
- Vương Kiểu Tư (王糾思; mất năm 1940), người vợ đầu của Hoàng Viêm Bồi.
- Diêu Duy Quân (姚維鈞; 1909–1968), người vợ thứ hai của Hoàng Viêm Bồi, kết hôn với ông năm 1942. Bà tốt nghiệp đại học và đã giúp ông viết cuốn sách Diên An trở về. Bà đã tự tử vào ngày 20 tháng 1 năm 1968, bằng cách uống thuốc ngủ quá liều.

Con cái
- Hoàng Phương Cương (黃方剛; 1901–1944), tốt nghiệp Đại học Carleton và lấy bằng Tiến sĩ Triết học tại Đại học Harvard.
- Hoàng Cạnh Vũ (黃競武; 1903–1949), tốt nghiệp Đại học Thanh Hoa và lấy bằng Thạc sĩ Kinh tế tại Đại học Harvard.
- Hoàng Lộ (黃路；1907–2001), giáo viên.
- Hoàng Vạn Lý (1911–2001), giáo sư thủy lực.
- Hoàng Tiểu Đồng (黃小同; 1913–1996), giáo viên.
- Hoàng Đại Năng (黃大能; 1916–2010), từng là Phó Chủ tịch Hội Giáo dục Nghề nghiệp Trung Quốc. Ông cũng là chuyên gia kỹ thuật về bê tông.
- Hoàng Học Triều (黃學潮; 1920–)
- Hoàng Tố Hồi (黃素回; 1923–)
- Hoàng Tất Tín (黃必信; 1925–1966), giảng viên đại học. Ông và vợ đã tự sát trong thời kỳ Cách mạng Văn hóa.
- Hoàng Đương Thời (黃當時; 1943–)
- Hoàng Đinh Niên (黃丁年; 1944–), kỹ sư.
- Hoàng Phương Nghị (黃方毅; 1946–), tốt nghiệp thạc sĩ tại Đại học Duke. Ông làm việc tại Viện Hàn lâm Khoa học Xã hội Trung Quốc và tham gia nghiên cứu kinh tế tại Đại học Bắc Kinh. Ông cũng là giáo sư thỉnh giảng tại Đại học Johns Hopkins và Đại học Columbia, rồi tham gia vào chính trường Trung Quốc.
- Hoàng Cương (黃剛; 1949–)

Cháu chắt
- Richard Shih-Hoàng  Thi Siêu (黃施超; 1932–2004), con trai của Hoàng Phương Cương. Ông là một nhà khoa học tên lửa tại Mỹ.
- Hoàng Mạnh Phúc, con trai của Hoàng Cạnh Vũ. Ông là Phó Chủ tịch Hội nghị Hiệp thương Chính trị Nhân dân Trung Quốc.
- Hoàng Thư Viên (黃且圓; 1939–2012), nhà toán học.
- Hoàng Quan Hồng (黃觀鴻), con trai của Hoàng Vạn Lý. Ông là giáo sư tại Đại học Thiên Tân.

Họ hàng
- Hoàng Tự (1904–1938), nhạc sĩ. Ông là con trai của Hoàng Hồng Bồi (黃洪培), em họ của Hoàng Viêm Bồi.
- Hoàng Bồi Anh (黃培英), chuyên gia đan len ở Trung Quốc vào thập niên 1930. Bà là con gái của Hoàng Sĩ Hoán (黃士煥), người chú họ hàng xa của Hoàng Viêm Bồi.

## Ảnh hưởng văn hóa
Năm 2010, CCTV-8 sản xuất bộ phim truyền hình dài 25 tập dựa trên cuộc đời của Hoàng Viêm Bồi. Phim có tựa đề Hoàng Viêm Bồi do Trương Thiết Lâm thủ vai chính.